# Haematostemon guianensis
Haematostemon guianensis là một loài thực vật có hoa trong họ Đại kích. Loài này được Sandwith mô tả khoa học đầu tiên năm 1950.